# Isaj Ignatěv
Isaj Ignatěv, přezdívaný Mezenec (rusky Исай Игнатьев zemřel po roce 1657) byl pomorský mořeplavec, průzkumník Východosibiřského moře a objevitel ostrova Ajon.

## Život
Narodil se v Mezeni, odtud jeho přezdívka. V létě roku 1646 se plavil v čele skupiny obchodníků s kožešinami, kteří hledali nové kožešinové oblasti. Jako první Rus plul na koči východně od ústí Kolymy na východ. Poté, co obratně kormidloval koč podél úzkého pobřežního pásu bez pevného ledu, se po dvou dnech plavby dostal jako první do Čaunského zálivu. Prozkoumal tak asi 300 km severoasijského pobřeží a objevil ostrov Ajon, který je u vstupu do Čaunského zálivu.
Isaj Ignatěv přistál na pobřeží ostrova a vedl obchodní jednání s tamními Čukči. Nikdo z námořníků neznal jejich řeč, dorozumívali se posunky. Krom kožešin zde objevili mroží kly, které naložili na koč a dovezli do Nižněkolymsku.
Mroží kly byly v Nižněkolymsku velkou novinkou a podnítily řadu následných expedic, včetně expedice Semjona Děžněva, která vedla k objevení průlivu mezi Asií a Amerikou.
Ignatěv ještě několikrát zopakoval plavbu k ostrovu Ajon a při sporu s Čukči na ostrově byl zabit.

## V literatuře
- Postava z románu Na konci světa (1986) od V. N. Kedrova.